# Mont Turia
Mont Turia is een 3650 meter hoge berg in het Franse departement Savoie bij Peisey-Nancroix. De berg behoort tot de Vanoise, deel van de Grajische Alpen.